# Eros antennalis
Eros antennalis is een keversoort uit de familie netschildkevers (Lycidae). De wetenschappelijke naam van de soort werd in 1870 gepubliceerd door Theodor Franz Wilhelm Kirsch.